# Campeonato Mundial de Ciclismo em Estrada de 1927
O Campeonato Mundial de Ciclismo em Estrada de 1927 teve lugar no circuito de Nürburgring, Alemanha.

## Medalheiro
| Event            | Ouro                 | Ouro       | Prata                   | Prata    | Bronze              | Bronze    |
| ---------------- | -------------------- | ---------- | ----------------------- | -------- | ------------------- | --------- |
| Eventos Homens   |                      |            |                         |          |                     |           |
| Profissional     | Alfredo Binda        | 6h 37' 29" | Costante Girardengo     | + 7' 16" | Domenico Piemontesi | + 10' 51" |
| Não profissional | Jean Aerts · Bélgica | -          | Rudolf Wolke · Alemanha | -        | Michele Orecchia    | -         |